# Замок Клонеа
Замок Клонеа (англ. Clonea Castle, ірл. Caisleán an Chluain Fhia) — замок Хлуань Фя — один із замків Ірландії, розташований у графстві Вотерфорд, в приході Клонеа, на відстані 2,5 милі від міста Дунгарван. Замок баштового типу, нині лежить у руїнах. Стоїть між річкою Клодаг та горою Коухан-Хілл. У 1640 році замок був описаний як власність лорда Повера. Збереглися лише північні та східні стіни основної башти з частиною прилеглих західних і південних стін. Замок був висотою 6 поверхів, були додаткові башти на третьому поверсі. Замок був зруйнований військами Олівера Кромвеля під час придушення повстання за незалежність Ірландії 1641—1652 рр. Судячи з усього перший замок на цьому місці був споруджений ще наприкінці XII століття після англо-норманського завоювання Ірландії феодалом де ла Пер.
Запис про споруду в записах Національної служби охорони пам’яток вказує на те, що вона «не була старовиною», а була побудована в кінці 18 або на початку 19 століття, можливо, на місці більш раннього укріплення родини Фіцджеральдів. Хоча деякі споруди збереглися до кінця 20 століття, руїни, що залишилися, були значною мірою зруйновані зимовим штормом 1990 року.
У замку Клонеа народився Мюрел Бовен (1926—2000) — відомий журналіст та політик.